# Si Vuelvo A Nacer
Bia - Si Vuelvo A Nacer è il secondo album musicale tratto dalla serie Bia. Contiene 12 canzoni. Fu pubblicato l'8 novembre 2019.

## Tracce

### Edizione America Latina
1. Isabela Souza – Ven y Te Digo Quién Soy – 2:27
2. Julio Peña – La Última Parada – 2:02
3. Guido Messina – Voy Por Más – 2:53
4. Micaela Diaz e Alan Madanes – Junto a Ti – 2:32
5. Jandino – Cuando Me Besas – 2:54
6. Isabela Souza, Agustina Palma e Giulia Guerrini – Hasta El Final – 2:47
7. Gabriela Di Grecco e Fernando Dente – Esto – 2:12
8. Julia Argüelles – Fuerza Interior – 3:18
9. Jandino – Te Vengo a Pedir Perdón – 3:13
10. Andrea De Alba e Rodrigo Rumi – Como Me Ves – 1:50
11. Isabela Souza – Lo Mejor Comienza (In Spagnolo) – 3:20
12. Isabela Souza e Gabriela Di Grecco – Si Vuelvo a Nacer (In Spagnolo) – 3:23

## Video Lyric
| Canzone                         | Pubblicazione     |
| ------------------------------- | ----------------- |
| Cuando Me Besas                 | 22 febbraio 2019  |
| Te Vengo a Pedir Perdón         | 2 maggio 2019     |
| Voy Por Más                     | 23 maggio 2019    |
| ¿Comó Me Ves?                   | 4 luglio 2019     |
| La Última Parada ft. MYA        | 1º agosto 2019    |
| Junto a Ti                      | 20 settembre 2019 |
| Esto                            | 27 settembre 2019 |
| Lo Mejor Comienza (In Spagnolo) | 1º novembre 2019  |
| Hasta El Final                  | 7 novembre 2019   |
| La Última Parada                | 29 novembre 2019  |
| Fuerza Interior                 | 26 marzo 2020     |
| Ven y Te Digo Quién Soy         | Giugno 2020       |